# Campanha da Biscaia
A Campanha da Biscaia (em castelhano:  Campaña de Vizcaya) foi uma ofensiva do exercito nacionalista de 31 Março a 01 de Julho de 1937 durante a Guerra Civil Espanhola.
Os 50 mil homens da Euzko Gudarostea enfrentaram 65.000 homens das forças insurgentes. Depois de combates pesados as forças nacionalistas com uma superioridade de material bélico  conseguiram ocupar a cidade de Bilbao e a província de Biscaia.

## Antecedentes
Em 22 de março de 1937, Franco decidiu interromper sua ofensiva contra Madrid e iniciar uma ofensiva contra a zona Republicano no norte. A zona do norte era politicamente dividida e isolada da zona republicana central. Além disso, a maioria do ferro e carvão e as fábricas de produtos químicos espanholas estavam na Biscaia. Os nacionalistas decidiram iniciar a ocupação da zona republicana ao norte com a conquista da província de Biscaia.

## Conseguencias
A autonomia basca foi abolida e a língua basca proibida. A Biscaia tinha a única fábrica na Espanha de fabricação de projéteis de artilharia e metade da produção espanhola de explosivos.